# Paradrapetes serratus
Paradrapetes serratus là một loài bọ cánh cứng trong họ Elateridae. Loài này được Aranda miêu tả khoa học năm 1999.